# Тамага
Тама́га (англ. Thamaga) — село, расположенное на востоке округа Квененг (Ботсвана), в 40 км восточнее от Габороне. Входит в состав Восточного Квененга. Население – 21 141 чел. (на 2001 г.). Возле села расположены скальные формирования — Тамага-Хиллс.